# Turiansky potok
Turiansky potok – potok w północno-zachodniej Słowacji, prawy dopływ rzeki Rajčanka. Cały tok na terenie powiatu żylińskiego.
Wypływa na wysokości ok. 1260 m n.p.m. w dolinie na północno-zachodnich stokach Małej Fatry Luczańskiej, po północnej stronie szczytu Zázrivá (1406 m). Spływa porośniętą lasem doliną Małej Fatry, następnie Rajecką kotliną. Przepływa przez wieś Turie obetonowanym korytem w południowo-zachodnim kierunku, następnie przepływa pod linią kolejową Żylina – Rajec i drogą nr 517 z Rajca do Powaskiej Bystrzycy i u podnóży Slnečnych skał uchodzi do Rajčanki na wysokości 384 m.
Turiansky potok ma długość około 10 km i kilka dopływów, największym jest lewobrzeżny Polomec.